# Повалишин, Дмитрий Ильич
Дми́трий Ильи́ч Повали́шин (1878—1917) — полковник, участник Русско-японской войны, герой Первой мировой войны.

## Семья
Из рода Повалишиных, потомственных дворян Рязанской губернии.
Отец: Повалишин, Илья Федорович  (1842-19.12.1898) — майор 2-го Лейб-гвардии Гусарского его величества Павлоградского полка, участник польской кампании 1863—1864, командир эскадрона, земский начальник 5-го участка Рязанского уезда.
Мать: Повалишина Надежда Евграфовна  (16.09.1844—14.04.1909) — из дворянского рода Белаго
Сестры:
- Надежда  (5.10.1876-1942). Была замужем за Агокас Сергеем Викторовичем (4.09.1873-2.04.1837)
- Варвара  (15.04.1882-9.03.1940). Была замужем за Оржешко Петром Деомидовичем (род. 1874). Брак зарегистрирован 19.07.1923.
- Софья (род. 1884). По всей видимости умерла в раннем возрасте.

Супруга: Повалишина Екатерина. Дочь подполковника Петра Михайлова. Венчание 29.06.1903.
Сын: Анатолий.

## Образование
Образование получил в 2-м Московском кадетском корпусе (с 31.08.1896).

## Послужной список
- В службу вступил 31.08.1896 юнкером рядового звания на правах вольноопределяющегося 1-го разряда.[3]
- Унтер-офицер (13.08.1897).
- Портупей-юнкер (11.08.1898).
- Окончил Константиновское артиллерийское училище. Выпущен подпоручиком (пр. 08.08.1898; ст. 13.08.1897) в 35-ю артиллерийскую бригаду г. Рязань[4].
- Поручик (пр. 19.08.1901; ст. 13.08.1901)[5].
- Командирован на Дальний Восток 30.05.1904.
- Участник русско-японской войны в составе 35-ю артиллерийской бригады. Принимал участие в боях под Хайчэном c 28.05.1904, Ляояном c 03.07.1904 в восточном отряде генерал-лейтенанта Иванова Н. И., на р. Шахэ с 30 сентября по 5 октября 1904, под Мукденом 5 по 19 февраля 1905.
- Старший офицер 8-й батареи c 28.01.1905.
- Штабс-капитан (пр. 21.08.1905; ст. 13.08.1905)[6].
- Член бригадного суда с 27.1.1905.
- Прикомандирован к Константиновскому артиллерийскому училищу на должность младшего офицера батареи (с 01.06.1907; утв. 28.07.1908).
- Переведен в лейб-гвардии 1-ю артиллерийскую бригаду чином поручика гвардии с оставлением в училище (ст. 13.08.1905; ВП 15.07.1909)[7].
- Штабс-капитан гвардии (пр. 06.12.1909; ст. 13.08.1909)[8].
- Переведен в 19-ю артиллерийскую бригаду чином капитана (пр. 05.04.1910; ст. 13.08.1909)[9].
- Командующий 1-й батареей (с 17.07.1914).
- Участник первой мировой войны. Принимал участие в боях в Галиции, штурме Перемышля, боях в Карпатах.
- Подполковник (пр. 08.09.1915; ст. 14.05.1915) с утверждением в должности командира 1-й батареи 19-й артиллерийской бригады.
- Установлено старшинство в настоящем чине с 14.05.1913[10].
- Полковник (пр. 10.06.1917; ст. 07.10.1914)[11].
- Убит неприятельским снарядом во время разведки в передовых окопах на позиции под г. Станисловов[12][13].

## Награды
- Медаль в память коронования Николая II (26.05.1896);
- Светлобронзовая медаль в честь Русско-японской войны;
- Орден Святого Станислава 3-й степени с мечами и бантом (05.11.1904; ВП 11.08.1905) за отличие в боях под Ляояном с 13 по 25 августа 1904 года[14];
- Вензелевый нагрудный знак в честь 50-летия генерала-фельдмаршала вел. кн. Михаила Николаевича (25.01.1906);
- Орден Святой Анны 3-й степени с мечами и бантом (28.12.1904; ВП 12.02.1906)[15];
- Орден Святого Станислава 2-й степени с мечами (20.05.1905; ВП 08.03.1906);
- Высочайшее благоволение (ВП 16.12.1907)[16]
- Орден Святой Анны 2-й степени с мечами (10.05.1912);
- Орден святого Георгия 4-й степени (22.11.1914; ВП 13.01.1915)[17][18];
- Мечи к Ордену Святой Анны 2-й степени (ВП 28.02.1915);
- Георгиевское оружие (22.12.1914; ВП 24.04.1915);
- Орден Святого Владимира 4-й степени с мечами и бантом (ВП 13.05.1915)[19];
- Орден Святой Анны 4-й степени с надписью «за храбрость» (31.10.1915; ВП 02.08.1916);

## Цитата
Капитану Дмитрию Повалишину за то, что в боях с 29-го сентября по 7-е октября 1914 года, управляя огнем батареи, занимавшей полузакрытую позицию у замка, под сильнейшим огнем артилерии противника с фронта и фланга, борясь с угрожавшим батарее пожаром надворных построек и складов соломы, не взирая на огромные потери в личном составе, смело и упорно вел борьбу с значительно превосходной артиллерией противника, привлекая ее огонь на себя, обстреливал его пехоту, чем способствовал своей пехоте выполнению возложенных на нее задач— Газета «Русский инвалид» Официальный отдел к № 25 от 30.01.1915